# Magda Cardoso
Magda Cardoso, nome artístico de Maria Madalena Fernandes Cardoso de Vasconcelos Nicholson (Lisboa,  20 de junho de 1941), é uma actriz, bailarina, coreógrafa, figurinista e professora portuguesa. Como bailarina recebeu o Prémio Bordalo (1968), na categoria "Bailado".

## Biografia
Magda Cardoso nasceu em 20 de junho de 1941, em Lisboa.
Nascida Maria Madalena Fernandes Cardoso e criada na santarense Rua dos Lusíadas, a actriz, bailarina, coreógrafa, figurinista e professora adoptou o nome artístico de Magda Cardoso.
Iniciou os seus estudos de dança clássica no círculo de iniciação coreográfica Margarida de Abreu. Cursou a escola de dança do Conservatório Nacional. Posteriormente, foi para Paris onde se profissionaliza e é aplaudida e amada, trabalhando com grandes nomes do ballet como Nina Vyroubova, René Bom, Serge Piretti, Solange Golovina, entre outros.
Em Portugal, passa do Círculo de Iniciação Coreográfica, pelo Grupo Verde Gaio e pelo Ballet Gulbenkian.
Magda Cardoso recebeu o Prémio Bordalo (1968), ou Prémio da Imprensa, entregue pela Casa da Imprensa em 1967, como bailarina na categoria "Bailado", que também distinguiu o bailarino Carlos Fernandes e o coreógrafo Fernando Lima. Nesta edição foram ainda atribuídos "Prémios Especiais Revelação " à bailarina Isabel Queirós e ao coreógrafo Carlos Trincheiras e um "Prémio Mérito" a Ava Ivanova.
Mais tarde torna-se sócia fundadora do Teatro Adoque, onde interpreta um bailado que ficará na história do teatro português “Ti Coragem”, coreografado por Fernando Lima.
A partir do programa Sába dá bádu foi feita uma montagem especial, intitulada Sabadabadu – About Women, reunindo dois momentos marcantes do programa ("Mulher Fatal", com Rita Ribeiro e "A Severa", com Magda Cardoso e Joel Branco) que mereceu à RTP uma menção honrosa no 22.º Festival Rose d’Or, em Montreux, em 15 de março de 1982.
No novo milénio renova a lua ligação ao teatro como figurinista nos espectáculos Já Viram Isto (2006), Agarra que É Honesto! (2009) ou Vai de Em@il a Pior (2010)
Magda Cardoso foi casada com Francisco Nicholson (1938-2016). Após viverem juntos mais de 30 anos, dos quais 20  casados pelo civil, o casal decidiu formalizar a sua união perante a Igreja em 2008.

## Teatro
| Ano  | Título                                  | Funções             | Ref.  |
| ---- | --------------------------------------- | ------------------- | ----- |
| 1974 | Pides na Grelha                         | actriz              | [ 2 ] |
| 1975 | A CIA dos Cardeais                      | actriz              | [ 2 ] |
| 1976 | Taran-tan-tan não Enche Barriga!        | actriz              | [ 2 ] |
| 1976 | A Grande Cegada                         | actriz              | [ 2 ] |
| 1977 | A Paródia                               | actriz              | [ 2 ] |
| 1977 | Ó Calinas, Cala a Boca!                 | actriz              | [ 2 ] |
| 1978 | Querias mas não te Dou                  | actriz              | [ 2 ] |
| 1978 | Ora, Vê lá Tu!                          | actriz              | [ 2 ] |
| 1978 | Fardos e Guitarradas                    | actriz              | [ 2 ] |
| 1978 | O Regresso da Malta                     | figurinos, cenários | [ 2 ] |
| 1979 | 1926, Noves fora nada                   | figurinos, actriz   | TV    |
| 1980 | Chiça! Este É o Bom Governo de Portugal | actriz, figurinos   | TV    |
| 1981 | Paga as Favas                           | figurinos           | [ 2 ] |
| 1982 | Tá Entregue à Bicharada                 | actriz              | TV    |
| 1987 | Toma lá Revista                         | coreografia         | [ 2 ] |
| 2006 | Já Viram Isto?!...                      | figurinos           | [ 2 ] |
| 2009 | Agarra, que É Honesto!                  | figurinos           | [ 2 ] |
| 2010 | Vai de Em@il a Pior                     | figurinos           | [ 4 ] |

## Televisão
| Ano  | Título                      | Funções              | Ref. |
| ---- | --------------------------- | -------------------- | ---- |
| 1981 | Gervásio Não Vai ao Ginásio | Lena                 |      |
| 1981 | Sába dá bádu                | Vários papéis        |      |
| 1982 | Vila Faia                   |                      |      |
| 1983 | Origens                     | Marta                |      |
| 1989 | Canto Alegre                | Vários papéis        |      |
| 1992 | Cinzas                      | Laura                |      |
| 1994 | Nico D'Obra                 | Esposa de Leonel     |      |
| 2000 | Ajuste de Contas            | Fátima               |      |
| 2001 | Ganância                    | Natércia Guerreiro   |      |
| 2002 | O Bairro da Fonte           |                      |      |
| 2002 | O Olhar da Serpente         | Inês Marques Serôdio |      |
| 2013 | Bem-Vindos a Beirais        | Vicentina            |      |